# Wes Landers
Wesley „Wes“ Bernard Landers (* 24. Juni 1925 in Chicago; † 23. Februar 1993 in New York City) war ein US-amerikanischer Jazzmusiker (Schlagzeug).
Landers lernte zunächst Geige, um dann zum Schlagzeug zu wechseln. Zunächst arbeitete er bei Andy Kirk; er spielte gegen Ende des Zweiten Weltkriegs in den Orchestern von Earl Hines und Count Basie. Erste Aufnahmen entstanden 1948 in Chicago mit Tom Archia, bis 1950 spielte er anschließend in bei Gene Ammons, an dessen Aufnahmen für Mercury Records er beteiligt war. Danach nahm Landers mit Sonny Stitt (1950), Little Jimmy Scott (1951), Buddy DeFranco (1953), Charlie Singleton (1955), Dinah Washington/Ernie Wilkins (1957) und Sonny Clark (1957/58) auf. Später arbeitete er in Paul Gaytens Rhythm-&-Blues-Band in New Orleans. 1985 war Landers Mitglied der New Orleans Blue Serenaders, mit denen er u. a. in Europa auf dem Festa New Orleans Music und dem International Traditional Jazz Festival Breda gastierte. In seinen letzten Lebensjahren arbeitete er wieder im Raum New York und gehörte von 1991 bis 1992 zum Trio von Brooks Kerr. Im Bereich des Jazz war er laut Tom Lord zwischen 1938 und 1986 an 25 Aufnahmesessions beteiligt.
Sein Sohn ist Wesley „Gator“ Watson, der Schlagzeuger in der Big Band von Lionel Hampton war.